# ゼネラル・エレクトリック TF39

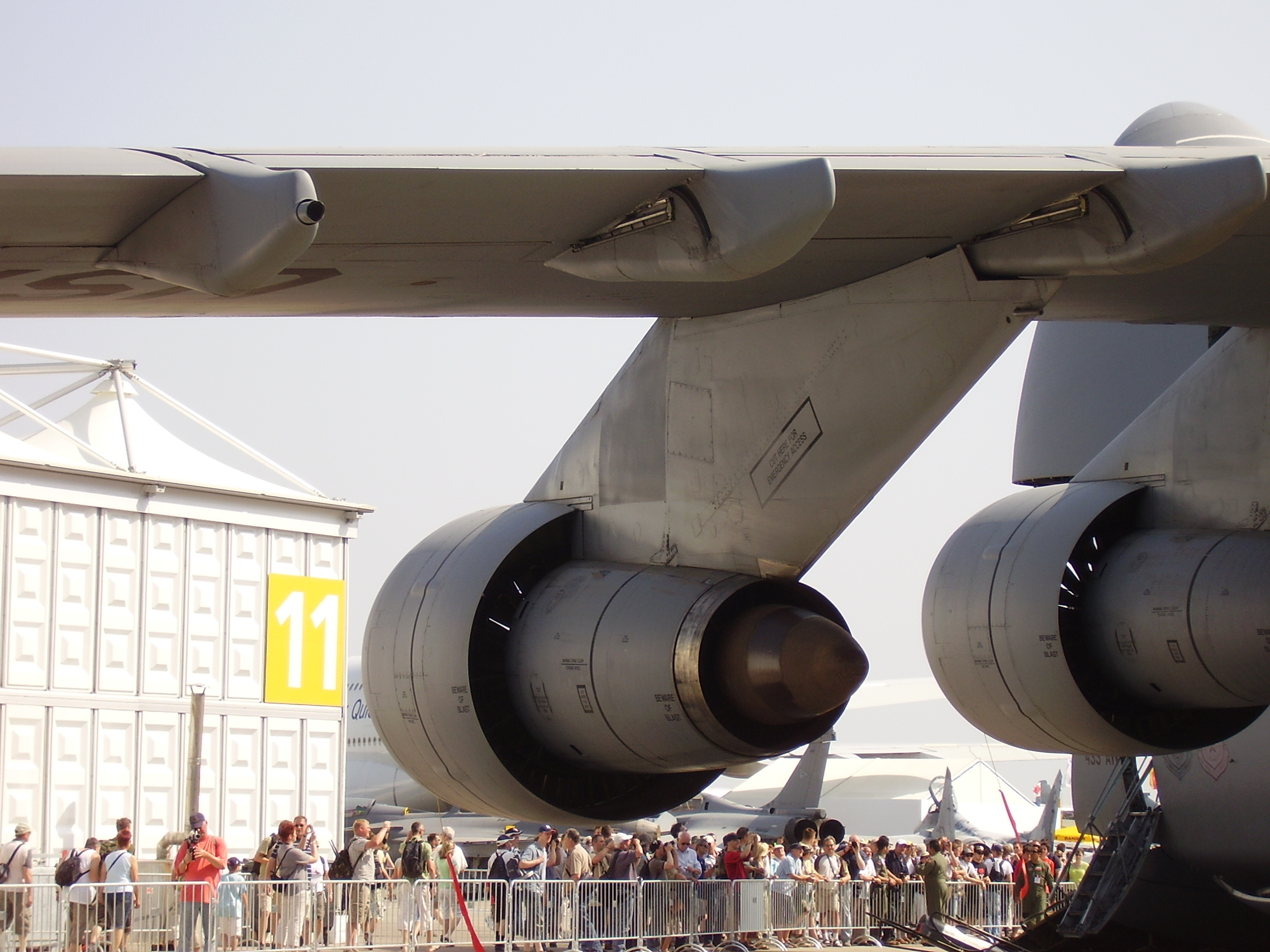
C-5のTF39

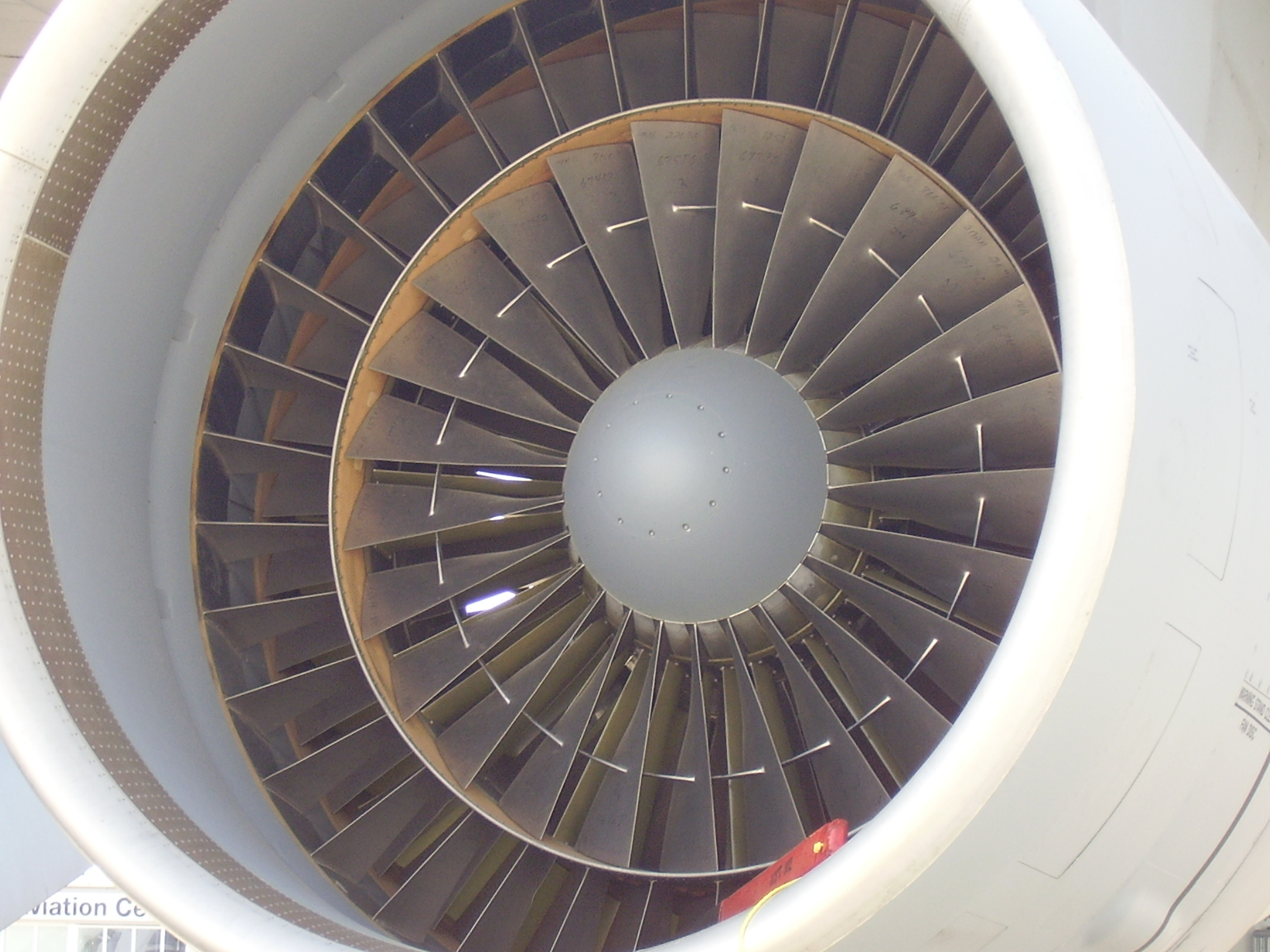
TF39特有のファンブレード

ゼネラル・エレクトリック TF39（General Electric TF39）は高バイパスターボファンエンジンである。ロッキード・C-5 ギャラクシーの動力として開発され初めて実用化された高推力高バイパスターボファンエンジン。民間航空機用エンジンであるCF6シリーズや、船舶や産業用ガスタービンエンジンであるLM2500は、本エンジンの設計をもとに開発された。

## 開発
アメリカ空軍は1964年に、次世代の戦略輸送機を意図した"CX-X 計画"を発表した。複数の機体やエンジンの提案があり、1965年にロッキード社による機体の設計案とゼネラル・エレクトリックのエンジンの設計案が採用された。
高バイパス比化されたターボファンエンジンは諸性能が大幅に向上しており、推力は43,000ポンドで燃料消費効率は約25%も改善された。TF39のバイパス比は8:1、圧縮比は25:1で、先進的な強制空冷タービンの採用によりタービン温度は 2,500 °F (1,370 °C)へ引き上げられている。最初のエンジンは1965年に試験された。1968年から1971年にかけて、463基のTF39-1およびTF39-1AエンジンがC-5A航空隊の為に生産され、納入された。

## 設計
多くの新技術を採用したTF39は、1960年代の推力が41,000–43,000 lbf (182–191 kN)クラスの航空機用エンジンとしては革命的なエンジンで、以下のような特徴を備えていた。
- 1½ 段式ファンブレード (TF39のみ)
- 高いバイパス比8:1
- 可変式静翼
- 先進的な冷却機構を備えたタービン
- 当時のいかなるエンジンよりも優れた燃費
- カスケード式逆推力装置

機械的にTF39ほどの高バイパス比のターボファンエンジンはそれまでに無かった。
ファンの回転翼は外部バイパス部の為に吸気案内翼に固定され、コアブースター段はファン回転翼の前にあった。これは類稀な設計で前から見ると明らかになる。

## 派生機種
- TF39-GE-1

初期生産モデル。C-5Aに搭載。
- TF39-GE-1A

C-5Aに搭載。
- TF39-GE-1C

C-5Bに搭載。CF6よりフィードバックし、耐久性の面で改善を図った改良型。
- CF6
  - F103-GE-100
- LM2500

## 仕様 (TF39-1C)
一般的特性
- 形式: ターボファン
- 全長: 312 in (792 cm)
- 直径: 97 in (246 cm)
- 乾燥重量: 8,000 lb (3,630 kg)

構成要素
- 圧縮機: 軸流式圧縮機, ファン1段, 低圧5段, 高圧16段
- 燃焼器: アンニュラー式
- タービン: 軸流式,高圧2段, 低圧6段

性能
- 推力: 43,300 lbf (193 kN)
- 全圧縮比（英語版）: 25:1
- 燃料消費率: 0.313 lb/lbf-hr
- 推力重量比: 5.4:1

出典: 